# Rebecca Adlington
Rebecca Adlington, née le 17 février 1989 à Mansfield, est une nageuse anglaise, spécialiste de nage libre. Le 5 février 2013, à seulement 23 ans, elle annonce sa retraite sportive.

## Carrière
Aux championnats du monde 2008 en petit bassin à Manchester, Rebecca Adlington devient championne du monde sur 800 m nage libre, améliorant le record d'Europe de la distance.
Aux Jeux olympiques d'été de 2008 à Pékin, après avoir établi pendant les séries un nouveau record du Commonwealth du 400 m nage libre en 4 min 2 s 24, elle remporte le titre olympique, 48 ans après le dernier titre obtenu en brasse par Anita Lonsbrough.
Le 14 août 2008, en réalisant 8 min 18 s 06 lors des séries du 800 mètres nage libre, elle bat le record olympique de la distance, jusque-là détenu par l'Australienne Brooke Bennett (8 min 19 s 67) et dépossède la Française Laure Manaudou de son record d'Europe (8 min 18 s 80). Le 16 août, en finale, elle bat le record du monde de Janet Evans datant de 1989 (8 min 16 s 22) en s'imposant en 8 min 14 s 10.
Lors des Jeux Olympiques de Londres 2012, elle ne conserve aucun de ses deux titres olympiques individuels en obtenant tout de même deux médailles de bronze olympiques ; elle est en effet battue par la Française Camille Muffat et l'Américaine Allison Schmitt sur 400 m nage libre, ainsi que par l'Américaine Katie Ledecky et l'Espagnole Mireia Belmonte sur 800 m nage libre, la première s'imposant à 15 ans à moins d'une demi-seconde du record du monde de la Britannique.
En novembre 2013, elle participe à I'm a Celebrity... Get Me Out of Here! 13 sur ITV.

## Palmarès

### Jeux olympiques
- Jeux olympiques de 2008 à Pékin (Chine) :
  -  Médaille d'or sur 400 m nage libre.
  -  Médaille d'or sur 800 m nage libre.
- Jeux olympiques de 2012 à Londres (Grande-Bretagne) :
  -  Médaille de bronze sur 400 m nage libre.
  -  Médaille de bronze sur 800 m nage libre.

### Championnats du monde
- Championnats du monde 2008 petit bassin à Manchester (Angleterre) :
  -  Médaille d'or sur 800 m nage libre.
  -  Médaille d'argent au titre du relais 4 × 200 m nage libre.
- Championnats du monde 2009 à Rome (Italie) :
  -  Médaille de bronze du 400 m nage libre.
  -  Médaille de bronze au titre du relais 4 × 200 m nage libre.
- Championnats du monde 2011 à Shanghai (Chine) :
  -  Médaille d'or du 800 m nage libre.
  -  Médaille d'argent du 400 m nage libre.

### Championnats d'Europe
- Championnats d'Europe 2006 à Budapest (Hongrie) :
  -  Médaille d'argent sur 800 m nage libre.
- Championnats d'Europe 2010 à Budapest (Hongrie) :
  -  Médaille d'or du 400 m nage libre.
  -  Médaille de bronze au titre du relais 4 × 200 m nage libre.

## Distinction
- Membre de l'International Swimming Hall of Fame en 2018

## Sources
- (de) Cet article est partiellement ou en totalité issu de l’article de Wikipédia en allemand intitulé « Rebecca Adlington » (voir la liste des auteurs).

1. ↑  Source : l'Equipe.fr repris du compte twitter de la BBC et annoncé par Reuters.